# 不滅の戦隊ヒーロー大全集
『不滅の戦隊ヒーロー大全集』（ふめつのせんたいひーろーだいぜんしゅう）は、テレビ朝日で1995年3月21日に放送された特別番組（バラエティ番組 / クイズ番組）である。

## 概要
当時20周年を迎えていた「スーパー戦隊シリーズ」からあらゆる事項を紹介すると共に、それらをクイズにしていた。

## 司会
- 田代まさし
- 相原勇

## 解答者
- 南原親子チーム[注釈 1]
- 樋口親子チーム[注釈 1][注釈 2]
- 馬場親子チーム[注釈 1]
- 重甲ビーファイターチーム
  - 土屋大輔（ブルービート/甲斐拓也）
  - 金井茂（ジースタッグ/片霧大作）
  - 葉月レイナ（初代レッドル/羽山麗）
- 超力戦隊オーレンジャーチーム
  - 宍戸勝（オーレッド/星野吾郎）
  - 正岡邦夫（オーグリーン/四日市昌平）
  - 合田雅吏（オーブルー/三田裕司）
- 戦隊OBチーム
  - 宮内洋(秘密戦隊ゴレンジャー・アオレンジャー/新命明、ジャッカー電撃隊・ビッグワン/番場壮吉)[注釈 3]
  - 若松俊秀(鳥人戦隊ジェットマン・ブラックコンドル/結城凱)
  - 小牧りさ(秘密戦隊ゴレンジャー・モモレンジャー/ペギー松山)
- テレビ朝日アナウンサーチーム
  - 真鍋由
  - 野村華苗
  - 大下容子
- よゐこチーム[注釈 4]
- シェイプUPガールズチーム[注釈 5]

解答席の構成は次の通り。オーレンジャーの女性メンバーはオーレンジャーチーム寄りに着席。
| 南原親子 | ビーファイター | テレ朝アナ |
| 樋口親子 | オーレンジャー | よゐこ     |
| 馬場親子 | 戦隊OB         | シェイプUP |

## VTR出演
- 佐竹雅昭
- 岩本輝雄
- 武内直子
- 千葉麗子（恐竜戦隊ジュウレンジャー・プテラレンジャー/メイ）

## ショー出演
- 大平透(皇帝バッカスフンドの声役)
- 不明(バラノイア行動隊長・バラキラー役)[注釈 6]

## 内容
- 戦隊ヒーローの必殺技
- 巨大メカ・ロボット
- あなたにとって戦隊シリーズとは?
- 戦隊シリーズの魅力のルーツ
- 悪の組織・怪人
- オーレンジャー対バラノイアショー
- ヒーローショー・パワーレンジャー
- ゲスト出演した有名人
- 戦隊シリーズのメッセージ
- 戦隊ヒーローの好物

## クイズのルール
- 全問筆記による解答で、1問正解につき10ポイント加点。その経過は得点盤で表記されていた。最終的に得点の多いチームが優勝。

## クイズの優勝チーム
- シェイプUPガールズチーム

## スタッフ
- 構成：植木幹雄
- ナレーター：水島裕允
- 技術協力：千代田ビデオ
- TD：近藤誠
- カメラ：奥野明彦
- 音声：常田幸光
- 照明：向出進
- VE：日高節夫
- VTR：山田映一
- デザイン：桜井正浩
- 編集：斎藤伸一
- MA：村田昌栄
- 選曲：宮葉勝行
- 音響効果：山崎尚志、大泉音映
- TK：長坂真由美
- ヘア&メイク：ヘア&メイク特攻隊
- 協力：東映ビデオ、東映テレビプロダクション、東映化学工業
- アクション：ジャパンアクションクラブ
- スーパーバイザー：鈴木武幸、堀長文、日笠淳、高寺成紀、白倉伸一郎、丸山真哉、新井清、渡辺勝也
- プロデューサー補：米村宏
- ディレクター：中村靖則
- チーフディレクター：勝股俊通
- プロデューサー：梶淳（テレビ朝日）、吉川進・吉井惇（東映）、山田哲也（千代田ソフトプランニング）
- 制作協力：千代田ソフトプランニング
- 制作：テレビ朝日、東映